# 藍帶廚師 (雜誌)
藍帶廚師（法語：La cuisinière Cordon Bleu）是由法國記者瑪蒂·迪斯特創辦的烹飪雜誌，為了增加讀者和訂閱率，藍帶廚師也為讀者開設烹飪課程，後來則發展成巴黎藍帶廚藝學校，雜誌於1960年結束出版，但是廚藝學校卻蓬勃發展，在五大洲有50所分校、學院，每年訓練20000名廚藝學生。

## 相關連結
- 巴黎藍帶廚藝學校 （页面存档备份，存于）